# Синтез (ватерпольный клуб)
«Синтез» — мужской ватерпольный клуб из Казани.

## История
Толчком развития водного поло в Казани стало строительство первого в Республике 50-метрового плавательного бассейна «Оргсинтез», закончившееся в 1973 году. Именно на базе бассейна «Оргсинтез» и была создана взрослая команда «Синтез», добившаяся права играть в первой группе чемпионата РСФСР. Днём рождения «Синтеза» принято считать начало ноября 1974 года, когда был организован первый ватерпольный турнир на приз бассейна «Оргсинтез».
В 1975 году команда стала участницей Чемпионата России в первой лиге.
Спустя два года, в 1977 году, команда «Синтез» выиграла серебряные медали Чемпионата РСФСР. Пять игроков команды были включены в состав сборной команды РСФСР. В этом же 1977 году ватерполисты Казани стали победителями Всероссийских молодёжных игр.
1980 год принёс команде золотые медали Чемпионата Российской Федерации и повторный успех во всероссийских молодёжных играх.
В 1985 и 1989 гг. команда «Синтез» вновь становится Чемпионом РСФСР, добиваясь этого звания в третий раз.
В высшей лиге Чемпионата России по водному поло команда «Синтез» начала выступать с 1993 года и уже с 1995 года ватерполисты Казани добиваются права участвовать в Европейских Кубках, что, безусловно, повышает авторитет команды.
В 1995 году команду возглавил новый наставник, тренер СДЮШОР-8 по водному поло — Мишин Евгений Николаевич. Под его руководством в 1998 году команда добилась самого высокого достижения — 4-е место в Чемпионате России.
С июня 2004 года у руля команды встал Заслуженный тренер России Захаров Владимир Николаевич, под руководством которого команда сначала завоевала бронзовые награды чемпионата России 2004—2005, а на следующий сезон выиграла Кубок России (октябрь 2005 г.), вышла в финал Кубка «Лен Трофи» и стала обладательницей серебряных медалей чемпионата России 2005—2006.
Сезон 2006—2007 гг. становится для «Синтеза» победным, команда становится Чемпионом России, а также завоёвывает Кубок «Len Trophy».
В двухматчевом финале Кубка ЛЕН 2006/2007 казанцы обыграли хорватский клуб «Шибеник» по сумме двух встреч (12:10, 9:10) и стали первым с 1999 года российским клубом, выигравшим клубный европейский турнир по водному поло.
В сезон 2010—2011 команда «Синтез» повторяет успех 2005 года и второй раз в своей истории становится обладателем Кубка России по водному поло.
2 мая 2018 года в ходе упорного противостояния двух сильнейших клубов сезона 2016—2017 года («Синтез» (Казань) — «Спартак-Волгоград» (Волгоград)) ватерпольный клуб «Синтез» впервые в истории становится обладателем Суперкубка России по водному поло — «Кубка Адмирала Феодора Ушакова»

## Достижения

### На российской арене
- чемпион России (2007, 2020, 2021, 2022, 2024, 2025);
- серебряный призёр чемпионата России (2005—2006, 2007—2008; 2009—2010; 2011—2012; 2012—2013; 2013—2014; 2015—2016; 2016—2017; 2023);
- бронзовый призёр Чемпионата России (2004—2005, 2008—2009, 2010—2011, 2017—2018);
- обладатель Кубка России (2005, 2010, 2021, 2022);
- чемпион РСФСР (1979—1980, 1984—1985, 1988—1989);
- серебряный призёр РСФСР (1976—1977);
- победитель Всероссийских молодёжных игр (1977, 1980);

### На международной арене
- обладатель ЛЕН-трофи[англ.] (2006—2007 (недоступная ссылка));
- финалист ЛЕН-трофи (2005—2006, 2015—2016).

## Состав
В сезоне 2018—2019 Ватерпольная команда «Синтез» представлена в следующем составе:
| №   | ФИО (полностью)                  | Дата рождения | Спортивное звание |
| 1.  | Бугайчук Алексей Юрьевич         | 30.03.1989    | МС                |
| 2.  | Рыжов-Аленичев Алексей Сергеевич | 20.02.1989    | МС                |
| 3.  | Антонов Антон Олегович           | 01.06.1983    | МС                |
| 4.  | Магомаев Лев Русланович          | 01.02.1989    | МС                |
| 5.  | Одинцов Артем Александрович      | 16.01.1988    | МС                |
| 6.  | Гиниятов Адель Ильдарович        | 22.01.1996    | КМС               |
| 7.  | Фатахутдинов Артур Альбертович   | 28.02.1984    | МСМК              |
| 8.  | Закиров Арслан Рустемович        | 22.03.1997    | КМС               |
| 9.  | Манафов Равиль Амирович          | 22.06.1985    | МСМК              |
| 10. | Нежинский Владимир Владимирович  | 16.11.1995    | МС                |
| 11. | Макас Артем Петрович             | 31.08.1993    | МС                |
| 12. | Васильев Егор Андреевич          | 30.04.1996    | МС                |
| 13. | Зиннуров Эмиль Ирекович          | 26.03.1999    | КМС               |
| 14. | Зинатуллин Альберт Разимович     | 27.04.1990    | МС                |
| 15. | Васильев Егор Денисович          | 23.07.2001    | КМС               |
| 16. | Хазиахметов Искандер Рустемович  | 03.07.1997    | КМС               |
| 17. | Чирков Игорь Сергеевич           | 08.10.1999    | МС                |
| 18. | Серебренников Никита Ярославович | 21.09.2001    | КМС               |
| 19. | Махиянов Аскар Ильмирович        | 30.04.2001    | МС                |
| 20. | Андриянов Артем Андреевич        | 05.04.2001    | КМС               |

## Прочие факты

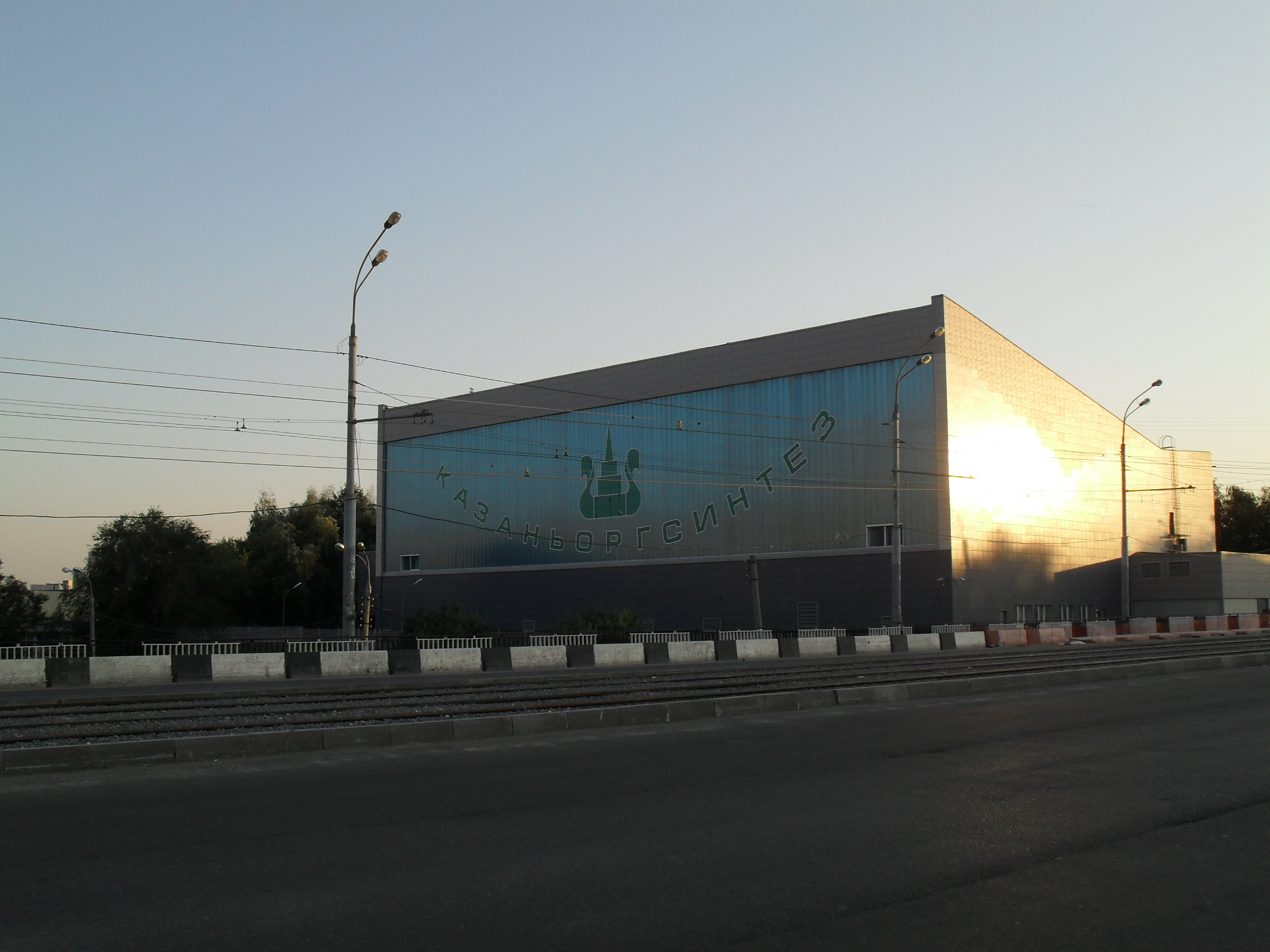
Бассейн «Оргсинтез»

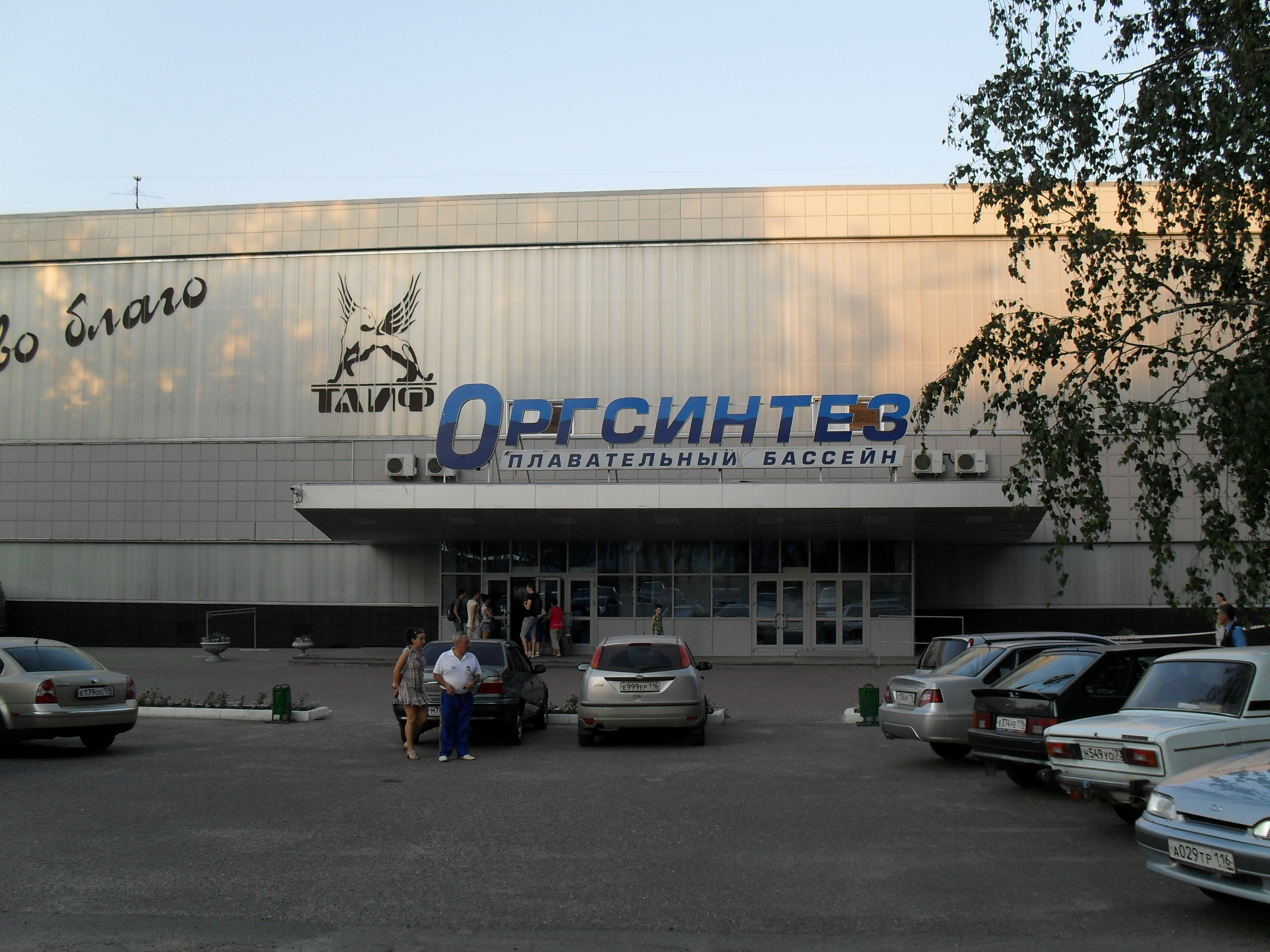
Центральный вход в бассейн «Оргсинтез»

Инфраструктура команды «Синтез» г. Казань полностью выстроена. Есть вторая команда «Синтез-УОР», на сегодняшний день выступающая в Высшей лиге Чемпионата России по водному поло.
Справочно: вместимость ПБ «Оргсинтез» составляет 500 зрителей
С сентября 2018 года Ватерпольный клуб «Синтез» был преобразован в Спортивный клуб по водным видам спорта «Синтез» и к уже существующим командам по водному поло «Синтез» и «Синтез-УОР» присоединились с пловцы (Красных Александр, Королев Никита, Максумов Эрнест, Куимов Егор) и прыгуны в воду (Шлейхер Никита, Белевцев Александр, Шкляр Карина)